# Театр тіней (Сімак)
«Театр тіней» (англ. Shadow Show) — коротка науково-фантастична  повість Кліффорда Сімака, вперше опублікована журналом«Fantasy & Science Fiction» в листопаді 1953 року.

## Сюжет
Колонія з 9-ма вченими, розташована у таємному місці космосу, яке охороняється, бореться за пересадження людської свідомості у тіло інопланетних тварин, для здатності колонізовувати планети з не придатним для людей середовищем. Їх гнітить ризик того, що вони взяли на себе роль бога зі створення нового розумного виду.
Для зняття напруження вони грають у рольову гру персонажами керованими силою думки.
Вони підключаються до машини зчитування думок, яка виводить їхні персонажі на екран.
Ця гра — єдине, що дозволяє їм продовжувати свою неоднозначну роботу. Основною частиною гри є таємниця приналежності персонажів.
Їхні персонажі:
Беззахисна Сирітка,
Вусатий Лиходій,
Пристойний Молодик,
Красива Стерва,
Жебрак-Філософ,
Сільський Франт,
Чарівна Дівчина,
Інопланетний Монстр,
Представник Позаземної Дружньої Цивілізації.
Після смерті вченого Генрі Гріфіса, йому влаштували похорони і розпочали щоденну виставу, з нетерпінням очікуючи котрий із персонажів не з'явиться сьогодні.
Але під кінець вистави, останній відсутній персонаж — Чарівна Дівчина все ж таки з'явився.
Ця обставина збентежила і кинула професійний виклик вченим, оскільки людина не могла б добре управляти двома персонажами, і вони почали розслідування обставин смерті Генрі. 
Після опитування виявилось, що Генрі помер від страху перед якимось своїм новим відкриттям. 
Вчені таємним опитуванням виявили, що персонажем Генрі був Жебрак-Філософ — персонаж, що з'явився на сцені першим і, фактично, задав сюжет тої вистави.
Отже, або персонажем керував привид Гарі, або сама машина, або це була масова галюцинація.
В блокноті Гарі були записані його міркування про походження свідомості, з яких випливало, що життя є наслідком старішання Всесвіту, і продовжиться навіть після зникнення Всесвіту.
Розпочавши черговий епізод вистави, кожен з них помітив, що його персонаж почав трохи відхилятися від заданої лінії поведінки і врешті машина матеріалізувала їх як самостійних істот.
Так зазнавши невдачі у своїй професійній роботі, вони досягли успіху в результаті гри заради розваги.
Тепер для розробки нової істоти достатньо було б детально продумати його будову та його характер.